# Dünya Yalan Söylüyor
Dünya Yalan Söylüyor («Дюнья́ Яла́н Сёйлюйо́р» с тур. «Мир лжёт») — четвёртый студийный альбом турецкой рок-группы Mor ve Ötesi, издан в 2004 году. Тираж достиг 250 000 экземпляров, получив платиновый статус. Стал самым популярным альбомом группы в Турции.

## Об альбоме
Первый сингл, Cambaz («Акробат») и следующий сингл Bir Derdim Var («Я беспокоюсь»), который также являлся саундтреком к фильму Mustafa Hakkında Herşey («Всё о Мустафе») режиссёра Чагана Ырмака (также в фильме была использована песня Hayat из предыдущего альбома), были удостоены пристального внимания со стороны слушателей.
Несмотря на то, что этот альбом продавался лучше всех, старые поклонники восприняли его в штыки. Альбом критиковал действия США в Ираке и в остальной части мира. В том же самом году Mor ve Ötesi получили Golden Orange Award за песню Bir Derdim Var, которая также была признана «Песней года». Также Dünya Yalan Söylüyor был выбран «Лучшим турецким рок-альбомом всех времён» по версии журнала Blue Jean. Так Cambaz, Bir Derdim Var и Sevda Çiçeği стали самыми популярными рок-песнями на тот день. Коммерческий успех альбома был подкреплён стремительно растущим гастрольным графиком — группа сыграла более 150 концертов.

## Награды
- Golden Orange Award — Bir Derdim Var (номинация: «Лучший саундтрек»)
- «Лучший турецкий рок-альбом всех времен» — журнал Blue Jean

## Список композиций
- Yardım Et (с тур. — «Помоги»)
- Cambaz (с тур. — «Акробат»)
- Bir Derdim Var (с тур. — «Я беспокоюсь»)
- Re (с тур. — «Реинкарнация»)
- Sevda Çiçeği (с тур. — «Цветок страсти»)
- Serseri (с тур. — «Панк»)
- Aşk İçinde (с тур. — «В любви»)
- Az Çok (с тур. — «Более или менее»)
- Son Deneme (с тур. — «Последняя попытка»)
- Uyan (с тур. — «Проснись»)

+
- Bir Derdim Var (расширенная инструментальная версия): «скрытая песня» в качестве бонуса. Начинается спустя несколько минут тишины после последнего трека Uyan.

## Участники записи
- Харун Текин — вокал, гитара
- Керем Кабадайы — ударные
- Бурак Гювен — бас, бэк-вокал
- Керем Озьйеен — гитара, бэк-вокал

А также:
- Озан Тюген — клавишные, бэк-вокал, джумбуш (cümbüş)
- Шебнем Ферах: вокал (Yardım Et)
- Детский хор: Айлин Атил, Берк Шехиролу, Джем Гювен, Лара Шехиролу Меб Сарп Пачал, Мерт Гювен, Маз Гювен, Селин Гювен

Продюсирование: Таркан Гёзюбюйюк 

Фотография: Джемил Аджоколу, Ознур Оскурт, Али Сонер 

Художественный директор: Али Сонер 

Художественные работы: Ознур Оскурт 

Дизайн: Сема Томбаз

## Места в чартах
| Песня          | Чарт               | Позиция |
| -------------- | ------------------ | ------- |
| Cambaz         | Türkçe rock TOP 50 | 37      |
| Bir Derdim Var | Türkçe rock TOP 50 | 41      |

## Видео
- Cambaz
- Bir Derdim Var
- Uyan
- Aşk İçinde